# St. Margaretha (Salach)

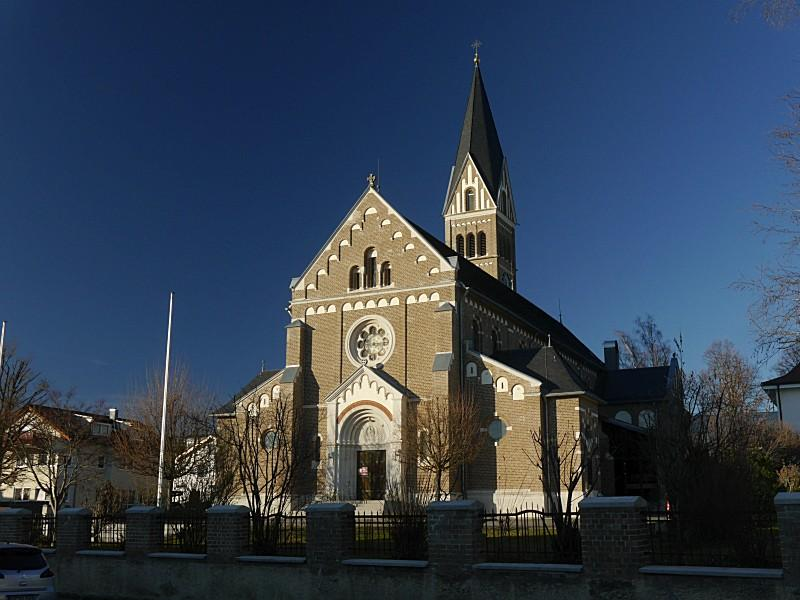
Salach, Katholische Kirche St. Margaretha

Die Kirche St. Margaretha ist eine römisch-katholische Pfarrkirche in Salach. Neben ihr gibt es im Ort die ältere evangelische Margaretenkirche. Schutzpatronin der Kirche ist Margareta von Antiochia. Das Gebäude steht als Kulturdenkmal unter Denkmalschutz. Die Kirche gehört zur Seelsorgeeinheit Mittleres Filstal im Dekanat Göppingen-Geislingen der Diözese Rottenburg-Stuttgart.

## Geschichte
Die heute evangelische Margaretenkirche wurde seit dem Jahr 1655 als Simultankirche von beiden Konfessionen genutzt.
Nachdem die Zahl der katholischen Gläubigen stark angewachsen war, wurde Ende des 19. Jahrhunderts entschieden, eine neue katholische Kirche zu errichten. Sie wurde im neuromanischen Stil von Ulrich Pohlhammer erbaut und am 24. August 1905 durch den Rottenburger Bischof Paul Wilhelm von Keppler geweiht.
Umfangreiche Neugestaltungen und Renovierungsmaßnahmen wurden in den Jahren 1955, 2002 (außen) sowie 2016–2017 (innen) durchgeführt. Letztere fanden ihr Ende am 27. Mai 2017 mit der Weihe des neuen Altars durch Weihbischof em. Dr. Johannes Kreidler.

## Orgel
Bei der ehemaligen Orgel handelte es sich vermutlich um ein bereits gebrauchtes Instrument des Ludwigsburger Orgelbauers Walcker. Ein neues Instrument des Orgelbauers Eduard Wiedenmann aus Oberessendorf wurde 2018 eingebaut. Wegen des Denkmalschutzes musste das bisherige Gehäuse erhalten bleiben. Das Instrument verfügt über 30 Register auf zwei Manualen und Pedal.